# Arnold (Nebraska)
Arnold es una villa ubicada en el condado de Custer en el estado estadounidense de Nebraska. En el Censo de 2010 tenía una población de 597 habitantes y una densidad poblacional de 344,03 personas por km².

## Geografía
Arnold se encuentra ubicada en las coordenadas 41°25′24″N 100°11′37″O / 41.42333, -100.19361. Según la Oficina del Censo de los Estados Unidos, Arnold tiene una superficie total de 1.74 km², de la cual 1.74 km² corresponden a tierra firme y (0%) 0 km² es agua.

## Demografía
Según el censo de 2010, había 597 personas residiendo en Arnold. La densidad de población era de 344,03 hab./km². De los 597 habitantes, Arnold estaba compuesto por el 98.49% blancos, el 0.17% eran afroamericanos, el 0% eran amerindios, el 0% eran asiáticos, el 0% eran isleños del Pacífico, el 0.34% eran de otras razas y el 1.01% pertenecían a dos o más razas. Del total de la población el 1.84% eran hispanos o latinos de cualquier raza.